# Эпасси, Девис
Девис Роджерс Эпасси Мбока  (фр. Davis Rogers Epassi Mboka; род. 2 февраля 1993 года, Суази-су-Монморанси) — камерунский футболист, вратарь саудовского клуба «Абха» и сборной Камеруна.

## Игровая карьера

### Клубная карьера
Начал карьеру на родине, играя за вторые команды «Ренна» и «Лорьяна». Покинув Францию, уехал в Испанию, где играл за команду второго испанского дивизиона «Гихуэло».
После возвращения на родину стал игроком «Авранша», в  котором не сыграл ни одного матча. Затем перешёл в «Эпиналь», за который отыграл 13 матчей. В августе 2017 года уехал в Грецию, где в течение пяти лет играл за «Левадиакос», «Ламию» и «ОФИ», став со временем в каждой команде основным вратарём. 
6 августа 2022 года было объявлено о его переходе в саудовский клуб «Абха».

### Международная карьера
Несмотря на то, что Эпасси родился во Франции, он принял решение выступать за сборную Камеруна, за которую дебютировал 8 июня 2021 года в товарищеском матче со сборной Нигерии, который закончился со счётом 0:0.
Вошёл в заявку сборной Камеруна на Кубок африканских наций 2021, но не сыграл ни в одном матчей. По итогам турнира Камерун завоевал бронзовые медали.
Вошёл в заявку сборной на Чемпионат мира 2022, став одним из трёх вратарей команды. По ходу турнира стал основным вратарём после конфликта основного вратаря Андре Онана с главным тренером «неукротимых львов» Ригобером Сонгом, из-за чего тот был отчислен из сборной. На турнире сыграл в двух матчах группового этапа со сборными Сербии (3:3) и Бразилии (1:0), а команда завершила борьбу на групповом этапе, в которой заняла третье место, несмотря на 4 очка в группе.